# Sherwood (las)

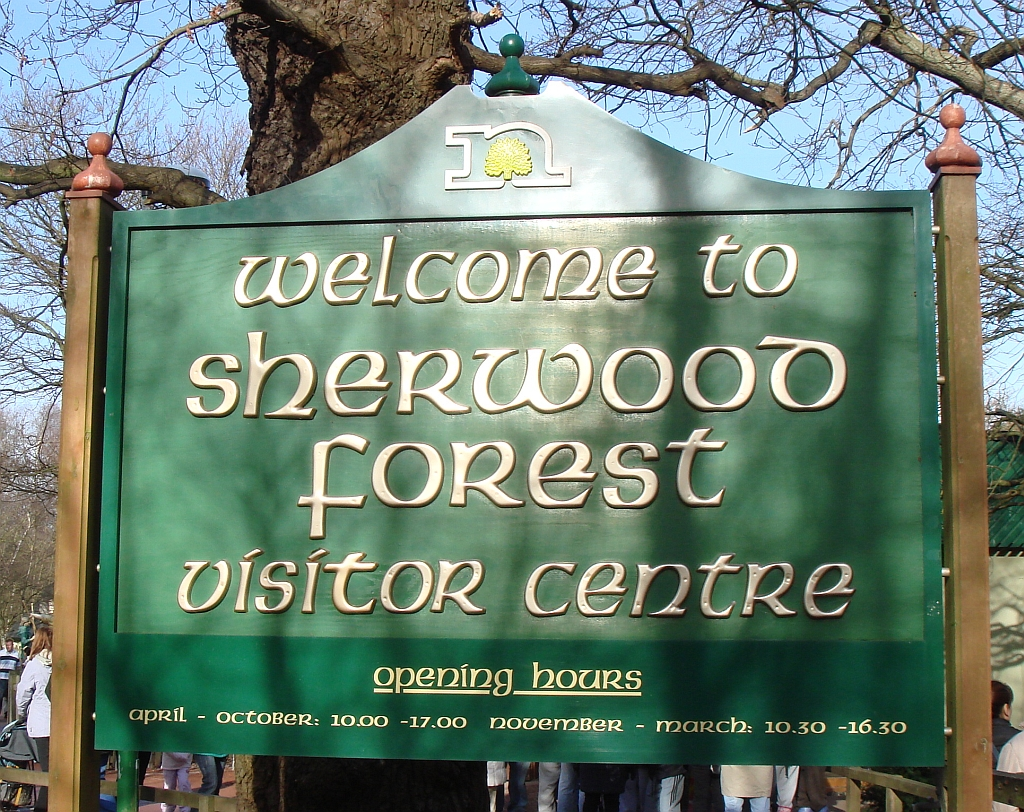
Tablica przy centrum informacyjnym

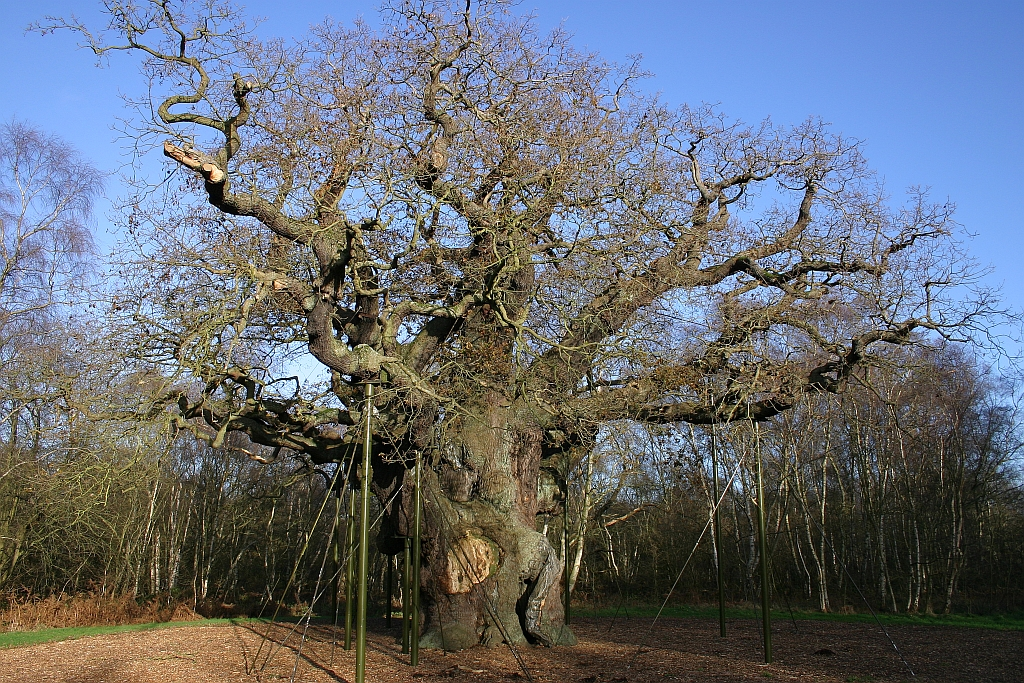
Major Oak

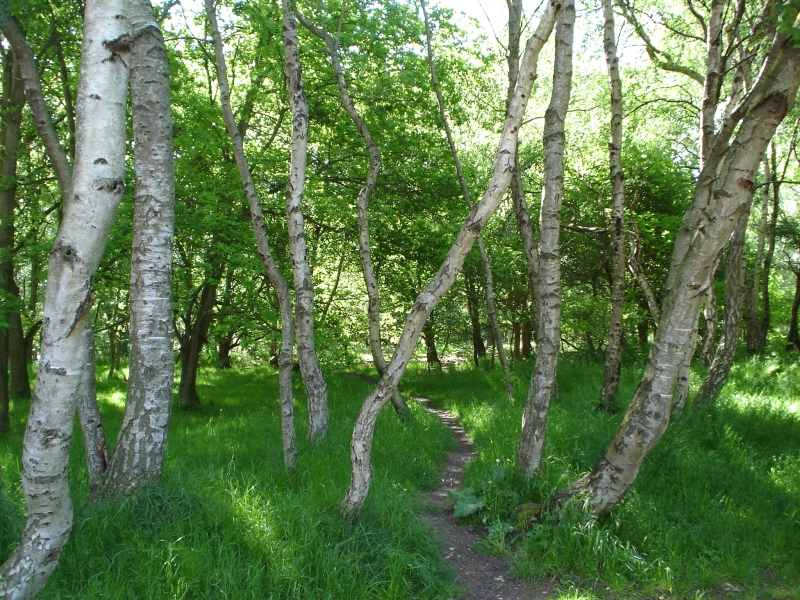
Brzozy w lesie Sherwood

Sherwood – las otaczający wioskę Edwinstowe w hrabstwie Nottinghamshire w Anglii. Ten znany na całym świecie teren rekreacyjny o powierzchni 423 hektarów, jest pozostałością dawnej, znacznie większej puszczy, związanej z legendą Robin Hooda. Według legendy, Robin Hood podróżował po tym obszarze w latach 1191–1234. Były to wówczas królewskie lasy, obejmujące kilka sąsiednich hrabstw, w których urządzano polowania. Jako teren rekreacyjny, las został udostępniony publicznie w 1969 przez Radę Hrabstwa Nottinghamshire a od 2002 jest rezerwatem przyrody. W 2007 do utworzonego wcześniej rezerwatu włączono obszar Budby South Forest, największego w hrabstwie wrzosowiska. 
Sherwood jako popularna atrakcja turystyczna przyciąga rocznie ponad pół miliona turystów z całego świata. Liczba odwiedzających znacznie wzrosła, gdy w październiku 2006 telewizja BBC rozpoczęła emisję nowego serialu o przygodach Robin Hooda.
Co roku, w lecie, przez tydzień odbywa się tutaj festiwal Robin Hooda, na którym przywoływane są różne średniowieczne zabawy i obyczaje.

## Major Oak
Najbardziej znanym miejscem w Sherwood jest legendarny dąb szypułkowy zwany Major Oak, będący według lokalnych przekazów główną kwaterą Robin Hooda. Ma on około 800 lat, a od XIX wieku jego masywne gałęzie są podtrzymywane przez system wsporników.